# Магаль, Иван Иванович
Иван Иванович Магаль (бел. Іван Іванавіч Магаль; род. 7 января 1990, Могилёв) — белорусский футболист, защитник клуба «Серволюкс-Агро».

## Карьера
В 2007 году стал заниматься футболом в молодёжной команде новополоцкого «Нафтана». Затем перешёл в могилёвский «Днепр». В 2010 году стал привлекаться к играм с основной командой. Дебютировал за клуб 4 июля 2010 года в матче против минского «Динамо». Сыграл за клуб всего 2 матча в Высшей Лиге.
В феврале 2012 года проходил просмотр в клубе «Полоцк». Вскоре подписал с клубом контракт. Дебютировал за клуб 21 апреля 2012 года в матче против «Сморгони». Дебютный гол забил 5 сентября 2012 года против клуба «Руденск». Закрепился в основной команде. В 2013 году продолжил выступать в клубе. В августе 2013 года покинул клуб.
Осенью 2013 года присоединился к «Орше», которая принимала участие во Второй Лиге. В 2014 году стал бронзовым призёром чемпионата и помог клубу выйти в Первую Лигу. В июне 2015 года футболист покинул клуб, объявив о завершении профессиональной карьеры. Однако в конце июля 2015 года стал игроком шкловского «Спартака». В 2016 году снова вернулся в «Оршу». В 2017 году стал игроком «Осиповичей», однако не сыграл за клуб ни одного матча.
В 2022 году стал игроком клуба «Серволюкс-Агро».